# アーティスト アクロ
『アーティスト アクロ』（Artist Acro）は、桜井亜都による日本の少年漫画作品。『週刊少年サンデー』（小学館）2007年26号で読み切りが掲載され、2008年31号から2009年47号まで連載、その後は『クラブサンデー』に移行して、2009年11月3日より2010年3月16日まで連載された。単行本は全9巻。

## あらすじ
特殊能力技巧（スキル）を駆使できる者をアーティストと呼ぶ世界に住む少年アーティスト・アクロは、優れたアーティストの作品を故郷に飾る夢を叶えるために、憧れの『芸術の都』にやってくるが、そこで目にしたのはアーティストが技巧を用いて人々を恐怖を与え虐げる姿だった。
かつてのアーティストは技巧と素材（マテリアル）を用いて人々を魅了する存在であったが、7年前のある事件を切っ掛けに技巧を武器として使い、人の魂を素材として使い始める新しい時代が始まっていたのだった。
アクロは自分の夢を叶えるために、アーティストして新しい時代に立ち向かっていく。

## 登場用語
アート
体現することで人の心をふるわし、揺り動かす力。
技巧（スキル）
アーティストの持つ特殊能力。
アーティスト
技巧の力を持つ者。アーティストは基本的に、生まれつき技巧を身に付けている「先天的タイプ」と、「感性の刺激を与える作品」と出会い力に目覚める後天的タイプの二つに分かれている。
アーティストは古くから「素材（マテリアル）」に技巧を用いてアートを行って作品を創り、人々を魅了してきた一種のエンターテイナー的な存在であったが、物語の7年前に人の魂がアーティストらが扱う「素材（マテリアル）」の中に新しく加わってからは技巧を武器として扱い人々に猛威を振るう者達が出現するようになった。全てのアーティストがそうなったわけでは無く、中には拒絶した者、従わなかった者もいるが、アーティストは人々から恐れられる存在になってしまった。
7大アーティスト
アーティスト達の中でも最高峰として知られる7人のアーティスト達。アーティストという存在を世の中に知らしめたのも彼らである。
アート協会
アーティストの育成機関。7大アーティストの一人であるレオンジ・モンターニャの作品である建造物を本部にしている。各地に様々なアーティスト達を送り出していたが、7年前に豹変する。
先天的タイプであるアーティストになる子供達には、動物を教材として扱う「教育」をしている。また、一般人を椅子に拘束し、アーティストの血を混入させながら、作品を鑑賞して後天的タイプのアーティストを作る実験をしている。
学芸員（キュレーター）
アーティストの作品の管理や研究や、技巧の向上をバックアップする役職。
青天の都（せいてんのみやこ）
アクロの故郷。常人の枠を超えた身体能力を持ち、武具を操る民族が住む。とある事件をきっかけにアーティストは排斥されている。戦争の「代理兵士」を生業にするほどの世界屈指の戦力を持っていた都だったが、しかし7年前一夜にして住民全てが骨にされて滅びる。
後に「無残な質問」と称される青天の都の滅亡という奇妙かつ重大な事件は世界を揺るがし、アーティストが技巧を武器として人々を恐れる存在にならざるをえなくなった状況を作ることになる。
P（ピカ）
この世界の通貨。
ヒトガタリ
作品である日記。書いた本人の姿に変形して、その内容を語る

## 登場人物

### 主要人物
アクロ・ハンバッカ
主人公。15歳。ヴルー・シエルの弟子であり、彼の作品により技巧に目覚めた後天的タイプ。
青天の都出身。生まれ故郷にもう一つの「芸術の都」を作る「オレ計画（プロジェクト）」を達成するために7大アーティストを探している。
正義感が非常に強く、心優しい性格。一方、かなりの天然ボケで世間知らずな面も目立つ。猫舌で、甘いもの好き。辛いものや苦いものが苦手。
血液恐怖症でもあり、見るのも触るのも苦手。そのため自力で止血をすることができず傷が酷くても放置する。
技巧をもってしても直らない尖った髪型をきにしており、他人に指摘されると怒る。
極度のロリコンとされるが、幼い頃のネネへの言動やレオンジとモカの関係への発言から年齢差のある関係（年下限定ではあるが）に憧れているだけともとれる。
口癖は「ぎゃおう!!!」や「スパイシーだ!!!」
技巧は『粘土細工師（クレイ・ワーカー）』で、手に触れたものを一時的に粘土化させる。
粘土状にした物質は形だけではなく、柔らかさや吸着力まで任意のものに変更可能。素材は問わないが特に土との相性が良い。
後に下記3名のアドバイスや技巧の影響により使用できる能力の幅が上昇した。
レオンジ・モンターニャ
変化させた物質同士を混ぜ合わせることで新たな物質を生み出す。
ヴルー・シエル
空気を素材として扱う他、空気を媒介にすることで近距離であれば直接手を触れずに粘土化させる。
ネネ・ハルモニー
他人の技巧を素材として扱う。
デコ
13歳。アーティスト志望の少年。「芸術の都」の一区域である「モデル区域」に住んでいる。筆を用いた技巧（スキル）を持っており、日々練習をしていたが、それを危険視した彼の友人達によりリンチされそうになったところをアクロに救われる。ナジー撃破後は自由の身となり、アクロと共に「オレ計画（プロジェクト）」を達成するため旅に同行する。服のデザインは「心」という文字から考えられたとされている。
技巧は筆で宙に描いた生物を実体化させる「エア・モンスター」。主成分は空気。レオンジの助言によりハッキリと形にできるようになった。実体化させる生物には幾つか種類がある。
スバル・シエル
ヴルー・シエルの息子であり、先天的タイプのアーティスト。
黒髪にやや白みがかった黄緑のメッシュを入れており、たびたびスイカに例えられては怒っている。
性格はかなり失礼かつ厳しい。父親のことを嫌っており、「クズアーティストの代表」と呼んだり、名でさえ「禁句」と了している。父親の弟子であったアクロも気に食わなく思っており、見下している。しかしアクロに勝るとも劣らない天然で、かなりの負けず嫌い。更に幼い頃から基礎体力が無いため、大声を出すだけで倒れてしまう虚弱体質。ヴルー・シエルの屋敷の中でアクロにケンカを売り、一度は自らの技巧でアクロを圧倒するが、アクロの秘策や敵の乱入により未だ決着は付いていない。アクロとは対照的に、年上の女性が好みのタイプ。
技巧の影響か生まれつき人の言霊を視覚的に見ることができる。そのため、引きこもっていたことも相まって人混みは苦手。
後におまけ漫画で同じく言葉を扱うと思われるパプル・スペルに弟子入りしているがからかわれている様子。
技巧は『言霊の詩（ワード・ソウル）』で、自分や相手の言霊を変換して使用する。
当初は足元に固定式の変換機を出現させていたが、後にモカの助言で腕に装着する魚型の変換機になった。
声にこもる感情が大きいほど威力は増し、変換機を通して『響くエネルギー（クラッシュ・エネルギー）』として放出する。
相手の言葉をそのまま返し暗示をかけることも可能。
ネネ・ハルモニー
アクロの幼馴染み。アクロの作品により技巧に目覚めた後天的タイプ。
青天の都出身。身体能力が高く、技巧に目覚める前からアーティストを相手に戦えた。
耳が非常によく、人の可聴域を大幅に超えている。そのため、ドレッドのように音を扱うアーティストが相手では大きなダメージを負うことも。
7歳の時にアクロに告白したことがあるが、当時から年下好きだったアクロにふられており、その際にショックのあまりにアクロの髪を掴んで振り回したことが原因でアクロの髪型が現在のトンガリになった。「なぁーん!」が口癖。青天の都を目指していたアクロ達と偶然再会し、同行する。
技巧は『貴方のための歌（ギフト・コール）』で、歌うことにでナース服のナイチンゲールを召喚し、所持している注射器で他のアーティストを一時的に強化する。
効果は一回のみで、効果中は肩に羽が生える。デコの技巧のように自立しているかは不明だが、言葉を話す。

### 7大アーティスト
ヴルー・シエル
7大アーティストの一人であり、スバルの実父。幼い頃のアクロの師匠でもある。現在は屋敷を離れているが、年に一度に息子宛の手紙を送っている。笑顔が好き。爽やかな性格だが変人。
技巧は効果範囲内の任意の対象の時間の流れを操作する「時間鑑賞（ライフ・ムービー）」。基本的には生体に使用され、対象の時間を加速することで植物を瞬く間に育てたり、対象を治癒するのに使われるが、時間の加速を速めることで生物を朽ち果てさせ骨に変えることも可能。また、時間の巻き戻しも可能だが、使用者への反動が大きくかかる。
レオンジ・モンターニャ
7大アーティストの一人。主に巨大彫刻や建築を扱うアーティストであった。アート協会、「決別の時」、「何とも首の痛くなる海」の作者。チョコが好物。
かつて建築したアート協会の牢屋に収容されて、ブラッドの技巧で封じられた状態になる。ブラッドがアクロに倒された事で開放された。
技巧は石に宿る心を探って対話出来る「神が宿る石（ゴースト・ストーン）」。自分の作品と対話することで石を自由に動かす事が出来る。また、自分の作品の心（顔）が見える。
ドレッド・ヘルツ
7大アーティストの一人。目隠ししており、それに一つ目の文様が描かれている。かつて、技巧（スキル）のパワーを増幅させるため、自ら両目を断ち切った過去があるらしい。
クラウンによって洗脳され彼の部下となっていたが、ネネの技巧により彼の技巧と共に洗脳を打ち破ろうとしていた彼の良心が強化されたことで解放された。根はかなり打たれ弱い。
技巧は音響を操る「空間漂音（テルミン・ヴォックス）」。発生させた二つの高周波を合わせて、互いに絡み付いた2体の竜の姿をした音圧と、それが放つ音波を操り攻撃する。
エイロ・ソール
7大アーティストの一人。技巧は「光帝（レイマン）」。スケベな性格で女の絡まない仕事はしない主義。気まぐれな女神を作ったとされる人物のひとりだが詳細は不明。技巧の詳細は不明だが、おそらくは光に関するものである縁からかバロックの師匠となった。
グリ・セルバ
7大アーティストの一人。技巧は「とび出す絵本仕様（ブッカー）」。最年少。ヴルーのファン。
インディー・タラッタ
7大アーティストの一人。技巧は「母なる海（ディープ・ウォーター）」。紅一点。
バブル・スペル
7大アーティストの一人。技巧は「詩は語る絵画（ポエティカ）」。最年長。

### アート協会
クラウン
アート協会長であるアーティスト。非情な性格。幼少時はヴルーの元に身を寄せていた。
実は青天の都の出身者で、本名は「アクロ」。ある時先天的タイプの技巧を持っていた父親が技巧を暴走させて大惨事を引き起こして、父親の親友であったアクロの父親に殺される形で事件は収束したものの、父親の死をきっかけに技巧と共にアクロの父親に対する強い憎しみに目覚めてしまった。アーティストを危険対象と決めた青天の都からアクロの父親が逃がしてくれたが（当時は長髪だったが、彼によって切り落とされる）、彼への憎悪を消えること無く、「道化師（クラウン）」を名乗り、復讐のために自分の技巧で他のアーティストの技巧をコピーしつづけていた。そしてある時、アクロの父親が息子に自分の名であるアクロを付けたことを知った際に、アクロの父親が自分にしたことを無かったことにしようとしていると誤解すると共に、同じ名前で同じ都に生まれ同じく技巧に目覚めたにもかかわらず自分と異なり幸せになろうとしているアクロへの憎悪から、アクロが望まないアーティストが恐怖される世界へと変えるために、青天の都を滅ぼしアート協会を掌握し時代を変えてしまう。
技巧は他者の技巧を複写（コピー）し自分のものとして使用する「贋作師（フェイカー）」。一度に複数の能力を使うことは出来ないが、瞬時に切り替えが可能で多数の力を操る。コピーしたそれぞれの技巧を持つアーティストにしか見えない力に干渉することも可能で、レオンジの「神の宿る石」で作られた作品に手を加え改造したり、アクロの「粘土細工師」をコピーすることで粘土状にした空気を視ることも出来る。そしてこのスキルでコピーしたヴルーのスキル「時間鑑賞」で、青天の都を滅ぼした。
作中では、この技巧によって「空を裂く尖塔」「時間鑑賞」「粘土細工師」「ハート・クリムゾン」「光の君臨」「遠近法排除（チャイルド・ビュー）」「マイナス・D・シャッター」「千変万化の演技者」「空間漂音」を使用した。
シャープ
アート協会の上層階級で、「左の側近」として知られるアーティスト。普段は常に紙に何かについて書いている。レオンジを助けようとするアクロとモカの前に立ちはだかり、一時はアクロを圧倒するものの、最終的にはアクロの技巧によって作られた剣により手持ちの技巧を破壊され敗北。
技巧は「彫刻師（エッジマン）」。リング状の手持ちに数本の刃がつるされており、伸縮しながら対象相手を切り刻む。シャープによるとあらゆる技巧が通用しないとのことだが、アクロが自身の技巧で作った剣により破壊される。
バク
アート協会の上層階級で、「右の側近」として知られるアーティスト。弁髪が特徴。アート協会で行われているアーティストを強制的に生み出す残酷な実験の主要人物。彼の孫がその実験で亡くなってしまうが、芸術の都の未来のために、実験を続けている。実験を見て激怒したアクロと対峙する。一時は自らの技巧（スキル）でアクロを窮地に追い込んだが、アクロの新たなる合成する技巧（スキル）を前に敗北した。その後は、レオンジと実験台となっている人々を解放する方法をアクロに教えようとしたが、ブラッドに阻まれる。
技巧は成り切ることで意のままに身体を変化させる「千変万化の演技者（エンドレス・パフォーマー）」。老若男女や体型の変化はもちろん、鉄以上の硬度の毛皮を持つ獣に変化したり、血管や自律神経といった細かな肉体操作も可能とする。
ブラッド
アート協会の上層階級で、「中の側近」として知られるアーティスト。残忍な性格。自身の技巧でレオンジとアート協会で行われているアーティストを強制的に生み出す実験の対象者達を拘束している。解放する方法をアクロに教えようとしたバクに瀕死状態にし、アクロと対峙した。アクロの囮を用いた攻撃に騙されて、隙を作り出してしまい、アクロに敗北した。
技巧は血液に溶けている心を見つけて引っ張り出す「ハート・クリムゾン」。対象者との間に遮断物があると効果が発揮されない。主にブラッドは人間に直接使って血で出来た管を引きずり出し、拷問や攻撃に用いる。また、流れでた血液をその人の心の拠り所の形にしたり、自身の血液から心の中の怪物の形にして操ることも出来る。

#### 討伐隊『青騎士』
バロック
討伐隊『青騎士』のリーダーであり、アーティスト。性格は残忍。7年前は色んな作品を作り上げ、人々を魅了するために奮闘していたが、作品自体が光で出来ていたため、自分自身以外見ることができなかったという過去を持つ。時代が変わってからは彼の技巧は重宝されるようになり、いつしか討伐隊『青騎士』のリーダーに就任した。自身の目を体の様々な場所へ移動させることができる特異体質の持ち主。
スバルと戦い彼を不利に追い詰めるが、ピクルスが体を巨大化させて、光を遮ったことでスバルに倒された。スバルとの戦いの途中、自分の作品がスバルに見えるかどうか聞いた。
技巧は「光の君臨（ブラック・レイ）」。目から光を取り込み、それを強力な光線に変えたり、目を手の甲に移動させて鞭のように変えたりすることができる。また、光を利用して相手から自らの姿を消すことも可能。
マーロン
討伐隊『青騎士』の1人であり、アーティスト。美を意識しており、角度などにこだわりを持つ。最初はアクロを自身の技巧で不利にしたが、彼に協力したピクルスにより通用しなくなり、アクロに倒されてしまった。
技巧は「増える自画像（グループレプリカ）」。他人の目に映った自分の姿を“複製”として出現させる事が出来る。また、他人の目に映っている限り、大人数にさせることも可能である。自分の複製と様々な陣形を組んで攻撃を行う。
メメンサ
討伐隊『青騎士』の1人であり、アーティスト。両目が顔のようになっており、常に目を閉じている。左目の「泣き目」は相手から精神エネルギーを吸い取って涙として流す。右目の「砕き目」は小瓶に入れておいた精神エネルギーを噛み砕いて、ダメージを回復させる性質に変え、注入する。
オリオ
討伐隊『青騎士』の1人であり、アーティスト。無表情。ドーナの教え子であり、最年少で「青騎士」のメンバーに選ばれた。ドーナの授業に乱入したアクロの動きを技巧で止めたが、アート協会からの命令とドーナからの命令が食い違って躊躇してしまい、彼にかけた技巧を解かれてしまった。度重なる命令の食い違いにより精神の動揺が起き、技巧が暴走し、無差別に印をつけて合図をしようとしたが、アクロによって片手を床に押さえつけられ、暴走を止められた。
技巧は「プレス・ペーパー」。手のひらサイズに折って創ったカミツキ虫を高速で相手の身体に印を付けさせて、合図でその箇所を折った紙のように変化させる。合図は両手を合わせることである。
モグラ
討伐隊『青騎士』の1人であり、アーティスト。頭まで服を被っている。返事をするのにやたらと「ハイ」が多い。学芸員の資格を持ち、戦いながら相手の技巧を分析する。スバルと戦い彼の弱点を分析して懐に仕掛けてきたが、改良された技巧によって倒されてしまった。
技巧は触れた物をブロックのパーツのようにバラバラにする「ブロック・パーツ」。

#### ブラックボックス
マルル
アーティスト。ラウとのコンビネーションで戦う。物心付いた頃から、ラウと一緒にいた。ラウと共にアクロの秘密基地から日記を奪い、第6の演目『与える女』で、アクロ達と交戦する。デコの魂を奪うがネネにより自身が隙を作ってしまい、ラウが倒されてしまったことで怒りを顕わにした。ネネとスバルの魂を奪って彼に攻撃を加えようとしたが、クラウンに中断されて、ラウを殺してこっちに戻るという命令を受けたが、彼女は拒否する。そして、スバル達の魂を戻し、ラウと三人と一緒にブラックボックスの外に脱出した。
技巧は名称不明。パントマイムで演技したものを実体化させるというもの。武器を実体化させるほか、室内の壁などにドアを実体化させてその中に入ると、誰にも見られることなく、別の場所に実体化させたドアに移動することが可能。また、相手の体に実体化させたドアで、魂を抜き取る事が出来る。相手の魂を自身の体内に入れることで、自分の体を傷つけられると、相手の体にも同じ傷が出来る。その中の一つで「突撃風船（バルーン・チャージ）」は、様々な大きさを変えることが出来る風船を実体化させて飛ばして攻撃する。なお、演技中は常に無言でいる事。そうしないと無効になってしまう。
ラウ
アーティスト。両手に手袋をつけている。マルルとのコンビネーションでは自身の技巧で彼女を援護する役割を持つ。ネネによりマルルが隙を作ってしまい、アクロに倒された。マルルと三人と一緒にブラックボックスの外に脱出した。
技巧は「演出効果（ステージ・エフェクト）」。両拳を合わせると、煙や暴風などの効果を発生させる事が出来る。
ブッチー
アーティスト。ピエロのような服装を着用している。第1の演目『いけにえの男』でアクロと交戦する。自身がアクロの技巧によって、犠牲になる事を望んでいた。アクロにより服装を素材に扱われて、倒されてしまった。
技巧は自身の負の感情を空中ブランコの形に変化させて、操る「負の空中遊戯（エネルギー・ブランコ）」。他人が触れると拒絶反応を起こす。
エレバス
アーティスト。象を模した面を被っている。動物に手を加える技巧を持っていた。フレイルを持っている。演目『猛獣使いの男』で、故意的にはぐれさせたデコと交戦する。自身が手を加えた象に攻撃させていたが、デコが実体化された生物により、吹き飛ばされてしまった。隙を見て彼に攻撃を仕掛けたが、象により制裁を受けた。

#### その他
ナジー
「芸術の都」の一区域である「モデル区域」を支配していたアーティスト。かなりのナルシストで性格はかなり残忍。支配区域の人間をさらい、人体に直接技巧を使い、それによる影響を実験していたが、それに激怒したアクロにより倒され、区域の所有を放棄し「芸術の都」から撤退した。
技巧は立体（3D）を平面（2D）として背景に閉じ込める「マイナス・D・シャッター」。掌で枠を作り、そこから放たれる光を浴びせることで技巧を使う。
ウニマル
アーティスト。アート協会からの正式な任務をうけて、アクロを倒そうとしていたが、自分の技巧がアクロの技巧と相性が悪いらしく、返り討ちにされた。
技巧は「閃光の刺繍（ポイント・フラッシュ）」。針で刺した部分を突き出して尖らせることが出来る。また、人の骨も尖らせることも出来る。
ゲゲ
アーティスト。アクロとスバルの戦いに乱入してアクロを拘束したが、スバルにより倒されてしまった。後にアート協会の依頼だった事を白状した。
技巧は「影絵劇場（ダーク・シアター）」。影で作った分身を使って、影を操ることが出来る。相手を縛り付ける事も可能。
ログ
アーティスト。ヴルーの友人。ヴルーに頼まれて、ニコとピクルスを作った人物でもある。スバルの誕生日会に来ていたが、アートの本質が塗り変えられた瞬間の後、弟子であるパスタに殺害される。
技巧は「人形技師（デイア・ドール）」。人形に心を持たせ、自由に動けるようにするものだと思われる。
パスタ
アーティスト。ログの弟子。人に穴を開けることができる技巧を持っていた。ログの殺害後、ニコに倒される。
マリオ
アーティスト。
技巧は「真実の操演師（ユアセルフ・パペッター）」。人の腹から操り糸でその人の人形を取り出し、質問に答えさせる。その人形に攻撃すると、自身に返ってくる。
ドーナ
アート協会で子供達の教育指導を受け持つアーティスト。熊を教材として子供達に授業をしていたが、乱入したアクロに止められて、自身も自分の技巧で作った物の下敷きになってしまった。技巧を暴走させてしまったオリオの悪態をつくが、アクロが造ったチョークを口に押し込まれて失神した。
技巧は「意思を持つペンキ（ビック・ペインター）」。地面にペンキを数滴垂らして、ゴーレムのようなモンスターを作り出す。
トトイ
アーティスト。太った丸い身体をしている。ネネの荷物を盗み出して彼女に追いかけられるが、自分の技巧『スキル』で彼女を拘束したが、アクロに倒された。後に彼らに謝罪した。
技巧は木を糸のように分解して操る「糸編みの木（ニット・ツリー）」。糸は技巧で固定されているため、技巧を使わないと破壊することは出来ない。
ダダ
レオンジの弟子。

### その他
ニコ
ログの作品で、メイド型の仕掛け人形（ギミックドール）。警護係。とてつもない怪力の持ち主であり(其の力は10万馬力)、同時に体の各部分を自由に伸ばせることも出来る。スバルをパスタから助ける際に右手を損傷し、現在はそれを手袋で隠している。
ピクルス
リスのような小柄な身体を持つ仕掛け人形。スバルの世話をする係。身体を薄っぺらい形状に変化させて、壁や布などに貼り付くことで擬態化ができる。
モカ・バレンシア
学芸員（キュレーター）。真面目な部分があるが、天然でドジな一面を持つ。この世界を変えてもらおうと囚われの身となっているレオンジ・モンターニャを助け出すため、アート協会で半年間潜入していたが、そこでやらされている実験に罪悪感を持っていた。その後アクロ達に出会い、彼らと共に行動していた。
ジロー
アクロの養祖父。
かつてはヴルー専属の学芸員（キュレーター）。クラウンの頼みで、ヴルーの技巧「時間観賞」を増幅させる道具を完成させるが、それが「無惨な質問」の引き金となってしまう。
ヴルー達を追い青天の都に赴くも既に手遅れで、一人生き残ったアクロを保護し「無惨な質問」の被害者達の墓を作り続けた。
パジャ・ハンバッカ
アクロの父親。厳格な頑固親父だが、若い頃はアクロ同様いい加減でチャランポランな性格で、息子同様小さい子が好き。過去の事件から自分の息子であるアクロは創作から厳しく遠ざけていたが、ヴルーとの出会いで技巧に目覚めたアクロを最終的には認めることになる。
アクロが産まれる前、親友であるクリスの技巧が暴走した際に、彼の頼みとは言え彼を殺めることになり、さらには守ると誓ったその息子であるアクロにも技巧が目覚めたことで青天の都から追い出さざる得なくなり、その罪を忘れぬために自分の息子にアクロと名付けたが、このことは結果的にさらなる悲劇の引き金となってしまう。
クリス
アクロ（クラウン）の父親。故人。
当時、先天的タイプの技巧を所持していたが、暴走してしまい大惨事を起こしてしまう。そして、親友であるアクロの父親の手で命を落とす。
技巧は「空を裂く尖塔（ミナレット）」。空間から円錐状の物体を出現させる。アクロ（クラウン）の技巧「贋作師（フェイカー）」によって、最初にコピーされた。

## 書誌情報
桜井亜都『アーティスト アクロ』《小学館・少年サンデーコミックス》、全9巻
1. 2009年1月16日発売、 ISBN 9784091215772
2. 2009年3月18日発売、 ISBN 9784091216182
3. 2009年6月18日発売、 ISBN 9784091220226
4. 2009年8月18日発売、 ISBN 9784091217233
5. 2009年11月18日発売、ISBN 9784091218889
6. 2010年1月18日発売、 ISBN 9784091221384
7. 2010年3月18日発売、 ISBN 9784091221896
8. 2010年4月16日発売、 ISBN 9784091222671
9. 2010年5月18日発売、 ISBN 9784091222985

## 読み切り版

### 登場人物
ジロー・リオン
アーティストでアクロの師匠。原作のヴルーの様な役目で、虹を固めてアメにする技巧（スキル）の持ち主。それによって作られたアメは70万時間なめ続けられる。が結局世界中の製菓メーカーに圧力をかけられつぶされた。
イゾル
アーティスト。所持する技巧は「スパイラル・スモーク」。タバコから発する煙を使って、触れたものを螺旋状の紙のような状態に変えてしまう。
ミレイ・オヒロ
学芸員。「旧作」にこだわりを持ち、ばれないようにこっそり保管できる場所に運んでいた。
アーティストのことをクズと言ったがためにイゾルの技巧をくらうが、アクロがイゾルを倒したことによって元に戻る。